# Reggenza di Keerom
La reggenza di Keerom (in indonesiano: Kabupaten Keerom) è una reggenza dell'Indonesia, situata nella provincia di Papua.
| Controllo di autorità | VIAF (EN) 249443650 · LCCN (EN) n2011203547 |